# أنا وإخوتي (مسلسل)
أنا وإخوتي مسلسل تلفزيوني موجه للأطفال من إنتاج قناة الجزيرة للأطفال وتأليف راشد الجودر ولبنى حداد ويزن الأتاسي وإخراج سامر جبر. شارك في التمثيل كريم النحاس وأحمد علايا وماسا معري وزين حمدان ومحمد خير الجراح ومي سكاف وعبد الرحمن أبو القاسم وشكران مرتجى.